# Ла-Ліга 1954—1955
Сезон 1954–55 в Ла Лізі — футбольне змагання у найвищому дивізіоні чемпіонату Іспанії, що проходило між 12 вересня 1954 та 10 квітня 1955 року. Став 24-м турніром з моменту заснування Ла Ліги. Участь у змаганні взяли 16 команд. Дві найгірші команди змагання згідно з регламентом відразу вибували до Сегунди, ще дві команди брали участь у перехідному турнірі, в якому виборювали право продовжувати виступи у найвищому дивізіоні у боротьбі з чотирма представниками Сегунди.
Переможцем турніру став мадридський «Реал», який захистив чемпіонський титул попереднього сезону та здобув свій 4-й трофей національної першості. Вийшовши переможцем в сезоні 1954–55, «королівський клуб» здобув право представляти Іспанію у першому в історії розіграші Кубка європейських чемпіонів та врешті-решт стати наступного року першим клубним чемпіоном Старого Світу. «Барселона», яка фінішувала другою, отримала право представляти країну у першому розіграші іншого континентального трофея, Кубка ярмарків. І в цьому турнірі було доведено високий рівень іспанського футболу — першим в історії володарем трофею стали саме каталонці.
| Чемпіон Іспанії 1954—1955 |
| ------------------------- |
| «Реал Мадрид» 4-й титул   |

## Підсумкова турнірна таблиця
|                          |     | Турнірна таблиця 1954-55 | О  | І  | В  | Н  | П  | М+ | М- | РМ  |
| ------------------------ | --- | ------------------------ | -- | -- | -- | -- | -- | -- | -- | --- |
| Чемпіон Іспанії          | 1.  | «Реал Мадрид»            | 46 | 30 | 20 | 6  | 4  | 80 | 31 | +49 |
| Вийшов до Кубка ярмарків | 2.  | «Барселона»              | 41 | 30 | 17 | 7  | 6  | 75 | 39 | +36 |
|                          | 3.  | «Атлетик» (Більбао)      | 39 | 30 | 15 | 9  | 6  | 78 | 39 | +39 |
|                          | 4.  | «Севілья»                | 34 | 30 | 15 | 4  | 11 | 74 | 58 | +16 |
|                          | 5.  | «Валенсія»               | 33 | 30 | 15 | 3  | 12 | 71 | 60 | +11 |
|                          | 6.  | «Еркулес»                | 31 | 30 | 11 | 9  | 10 | 46 | 57 | -11 |
|                          | 7.  | «Депортіво» (Ла-Корунья) | 30 | 30 | 12 | 6  | 12 | 52 | 59 | -7  |
|                          | 8.  | «Атлетіко» (Мадрид)      | 29 | 30 | 11 | 7  | 12 | 59 | 64 | -5  |
|                          | 9.  | «Вальядолід»             | 27 | 30 | 11 | 5  | 14 | 48 | 56 | -8  |
|                          | 10. | «Алавес»                 | 27 | 30 | 11 | 5  | 14 | 51 | 62 | -11 |
|                          | 11. | «Сельта Віго»            | 27 | 30 | 10 | 7  | 13 | 55 | 60 | -5  |
|                          | 12. | «Лас-Пальмас»            | 27 | 30 | 10 | 7  | 13 | 45 | 69 | -24 |
|                          | 13. | «Еспаньйол»              | 26 | 30 | 8  | 10 | 12 | 42 | 46 | -4  |
|                          | 14. | «Реал Сосьєдад»          | 24 | 30 | 9  | 6  | 15 | 48 | 53 | -5  |
| Вибув до Сегунди         | 15. | «Расінг» (Сантандер)     | 20 | 30 | 9  | 2  | 19 | 39 | 81 | -42 |
| Вибув до Сегунди         | 16. | «Малага»                 | 19 | 30 | 6  | 7  | 17 | 36 | 65 | -29 |

## Перехідний турнір
Згідно з регламентом змагання команди, що зайняли 13 та 14 місця в турнірі Прімери, а також команди, що фінішували на 3-6 місцях у змаганнях Сегунди, взяли участь у перехідному турнірі, в якому розігрувалися два місця у розіграші Прімери наступного сезону. Переможцями цього турніру стали обидва представники Прімери поточного сезону — «Еспаньйол» та «Реал Сосьєдад».
|  |    | Перехідний турнір   | О  | І  | В | Н | П | М+ | М- | РМ  |
|  | -- | ------------------- | -- | -- | - | - | - | -- | -- | --- |
|  | 1. | «Еспаньйол»         | 15 | 10 | 7 | 1 | 2 | 17 | 8  | +9  |
|  | 2. | «Реал Сосьєдад»     | 13 | 10 | 6 | 1 | 3 | 20 | 14 | +6  |
|  | 3. | «Реал Ов'єдо»       | 11 | 10 | 5 | 1 | 4 | 22 | 20 | +2  |
|  | 4. | «Атлетіко» (Тетуан) | 10 | 10 | 4 | 2 | 4 | 17 | 15 | +2  |
|  | 5. | «Сарагоса»          | 6  | 10 | 3 | 0 | 7 | 13 | 17 | -4  |
|  | 6. | «Гранада»           | 5  | 10 | 2 | 1 | 7 | 13 | 28 | -15 |

## Чемпіони
Футболісти «Реала» (Мадрид), які протягом турніру були гравцями основного складу:
- Хуан Алонсо
- Маркос Алонсо
- Рафаель Лесмес
- Хоакін Наварро
- Анхель Атієнса
- Мігель Муньйос
- Хосе Саррага
- Альфредо Ді Стефано
- Ектор Ріал
- Франсиско Хенто
- Хосе Перес Пайя

Тренери: Енріке Фернандес, Хосе Вільялонга.

## Бомбардири
Найкращими бомбардирами Прімери сезону 1954–55 став нападник «Севільї» Хуан Арса, який протягом чемпіонату 29 разів відзначався голами у ворота суперників.  
Найкращі бомбардири сезону:
|  | Голів | Бомбардир             | Команда                  |
|  | ----- | --------------------- | ------------------------ |
|  | 29    | Хуан Арса             | «Севілья»                |
|  | 25    | / Альфредо ді Стефано | «Реал Мадрид»            |
|  | 22    | Мануель Баденес       | «Валенсія»               |
|  | 19    | Енеко Аріета          | «Атлетик» (Більбао)      |
|  | 18    | / Ектор Ріал          | «Реал Мадрид»            |
|  | 18    | Паїньйо               | «Депортіво» (Ла-Корунья) |

## Рекорди сезону
- Найбільше перемог: «Реал Мадрид» (20)
- Найменше поразок: «Реал Мадрид» (4)
- Найкраща атака: «Барселона» (80 забито)
- Найкращий захист: «Реал Мадрид» (31 пропущено)
- Найкраща різниця голів: «Реал Мадрид» (+49)

- Найбільше нічиїх: «Еспаньйол» (10)
- Найменше нічиїх: «Расінг» (Сантандер) (2)

- Найбільше поразок: «Расінг» (Сантандер) (19)
- Найменше перемог: «Малага» (6)

- Найгірша атака: «Малага» (36 забито)
- Найгірший захист: «Расінг» (Сантандер) (81 пропущено)
- Найгірша різниця голів: «Расінг» (Сантандер) (-42)